# 巴基斯坦穆斯林联盟（N）
巴基斯坦穆斯林联盟（N）（羅馬化：Pākistān Muslim Līg (Nūn)），中文通译巴基斯坦穆斯林联盟（谢里夫派），是巴基斯坦的一个中間偏右政党，总部位于伊斯兰堡，现任領導人为夏巴兹·谢里夫。
穆盟-谢派于1993年从穆斯林联盟分裂而成立，但仍是穆斯林联盟的主體部分。該黨的票源集中於旁遮普省。长期由谢里夫家族把持。
該黨是现任的执政党，也曾於1990－1993年、1997－1999年、以及2013-2018年執政。

## 沿革
巴基斯坦穆斯林联盟（谢里夫派）的前身是全印穆斯林联盟，这个联盟在1906年建立。1920年真纳当选为该联盟主席。1940年3月在拉合尔联盟代表大会上，真纳提出印度穆斯林应建立一个分治的伊斯兰国家的主张。
1947年在英国的影响下，印巴分治，巴基斯坦建国后，联盟分裂，其中巴基斯坦穆斯林联盟取得了执政权。1962年由阿尤布·汗主持联盟工作。此后，该联盟再度分裂为大会派穆斯林联盟和理事会派穆斯林联盟。大会派穆斯林联盟于1969年又分出加尧姆派穆斯林联盟。大会派穆斯林联盟主席是前总统阿尤布·汗，主要领导成员是中央政府各部部长。1964年提出建国“十四点纲领”，内容包括执行1962年宪法，维护国家统一，发展重工业，鼓励私营企业，反对帝国主义和殖民主义，加强同伊斯兰国家的联系等。1969年3月法兹鲁尔，卡德尔，乔德里接任联盟主席。
1970年在议会选举中联盟只得两个席位，獨立以來首次成為在野黨。1971年该联盟参加国会反对党联盟即统一联盟党，反对佐勒菲卡尔·阿里·布托領導的巴基斯坦人民党。1973年3月参加统一民主阵线。理事会派穆斯林联盟于1962年10月成立，得到了真纳妹妹法蒂玛·真纳的支持，成员多为著名政治活动家和学者，第一任主席是巴基斯坦前总督、总理卡沃杰·拉希姆，他在1971年11月参加国会反对党联盟统一联盟党，批评巴基斯坦人民党的左翼政策。
加尧姆派穆斯林联盟又称真纳穆斯林联盟、全巴穆斯林联盟，于1969年3月成立。1970年8月通过联盟章程，主张加强中央集权，消灭贫困，实行合理的农业税收，基本工业归国有。在1970年大选中，在国会赢得10个席位。支持叶海亚·汗对东巴采取的行动，支持布托政府，与人民党积极合作，曾组成西北边境省联合政府。1985年，前总理居内久重新组建穆斯林联盟，并任主席。主张建立伊斯兰民主政治体制。后巴基斯坦穆斯林联盟又分裂成两大派，分别是巴基斯坦穆斯林联盟（领袖派）和巴基斯坦穆斯林联盟（谢里夫派），但谢里夫派仍是巴基斯坦穆斯林联盟的主體，屬於較溫和的一翼。

## 现状
1990年的议会选举中，穆盟（谢里夫派）取得微弱優勢，納瓦茲·謝里夫首次出任总理。
1993年的议会选举中，穆盟（谢里夫派）成为巴第二大党、最大反对党。
1997年2月的议会选举，该党赢得了国民议会三分之二多数议席，组建政府，納瓦茲·謝里夫第二次出任总理。
1999年10月12日，时任陆军参谋长的佩尔韦兹·穆沙拉夫發動軍事政變推翻谢里夫政府，谢里夫被捕并被判刑，其弟及夫人库尔苏姆代理党务。
2000年11月，以舒贾特·侯赛因为首的部分穆盟领导人反对加入国家民主联盟同人民党合作，与库尔苏姆等领导人产生分歧，他们另行组成穆盟（哈基基派）。同年12月10日，谢里夫流亡沙特阿拉伯。
2007年11月，谢里夫返回巴基斯坦后，继续任该党领导人、反對派領袖。
2008年的议会选举中，穆盟（谢里夫派）成为巴基斯坦第二大党，取得90席，最大反对党。
2013年的议会选举中，穆盟（谢里夫派）成为巴基斯坦第一大党，取得166席，贏得壓倒性勝利，再度執政组建政府，谢里夫第三次出任总理，至2018年大選失利後下野。
到2022年，伊姆蘭·汗的聯合政府因為有成員倒戈而落台，夏巴茲·謝里夫獲得國會推舉成為新一任總理，代表穆斯林聯盟重回執政。

## 历任主席
1. 纳瓦兹·谢里夫（1993年－2002年）
2. 沙赫巴兹·谢里夫（2002年－2011年）
3. 纳瓦兹·谢里夫（2011年-2018年）
4. 夏巴兹·谢里夫（2018年-）